# Harold Melvin & the Blue Notes
Harold Melvin & The Blue Notes foi um grupo de cantores dos Estados Unidos, um dos mais populares da Filadélfia na década de 1970. Seu repertório incluía soul, R&B, doo-wop e disco.

## Discografia

### Estúdio
- 1972 I Miss You
- 1973 Black & Blue
- 1975 To Be True
- 1975 Wake Up Everybody
- 1977 Reaching for the World
- 1977 Now Is the Time
- 1980 The Blue Album
- 1981 All Things Happen In Time
- 1984 Talk It Up (Tell Everybody)

### Coletâneas
- 1976  Collectors' Item (All Their Greatest Hits!)
- 1995 If You Don't Know Me by Now: The Best of Harold Melvin & the Blue Notes
- 1998 Blue Notes & Ballads
- 2001 The Ultimate Blue Notes
- 2004 The Essential Harold Melvin & the Blue Notes
- 2008 Playlist: The Very Best of Harold Melvin & the Blue Notes